# Popowka (rejon krasnojaruski)
Popowka (ros. Поповка) – wieś w Rosji, w obwodzie biełgorodzkim, w rejonie krasnojaruskim. W 2021 liczyła 44 mieszkańców.